# Высший совет по восстановлению демократии
Высший совет по восстановлению демократии (фр.: Conseil suprême pour la Restauration de la Démocratie, or CSRD), возглавляемый полковником Салу Джибо — военная хунта, устроившая переворот в Нигере 18 февраля 2010 года и свергнувшая президента страны Мамаду Танджа. Высший совет заявил, что его целью является сделать Нигер примером «демократии и надлежащего управления.»
В течение двух дней после переворота тысячи людей вышли на улицы поддержать военное правительство и объявленное им намерение установления демократии.
ВСВД, по заявлению Салу Джибо, «является верховной властью, вырабатывающей и направляющей национальную политику, возглавляемой председателем (ВСВД), исполняющим функции главы государства и правительства».
24 февраля 2010 года Салу Джибо назначил Махамаду Данду премьер-министром переходного правительства.
Для поддержания демократии хунта обещала не выставлять своих кандидатов на президентских выборах, назначенных на 31 января 2011 года.

## Состав совета
- Полковник Салу Джибо, Председатель
- Полковник Дижибрилла Хима Хамиду, участник переворота 1999 года.
- Полковник Гукойе Абдул Кариму, участник переворота
- Полковник Адаму Харуна, адъютант лидера переворота 1999 года, майора Дауда Малам Ванке.[8]